# Brause (Adelsgeschlecht)

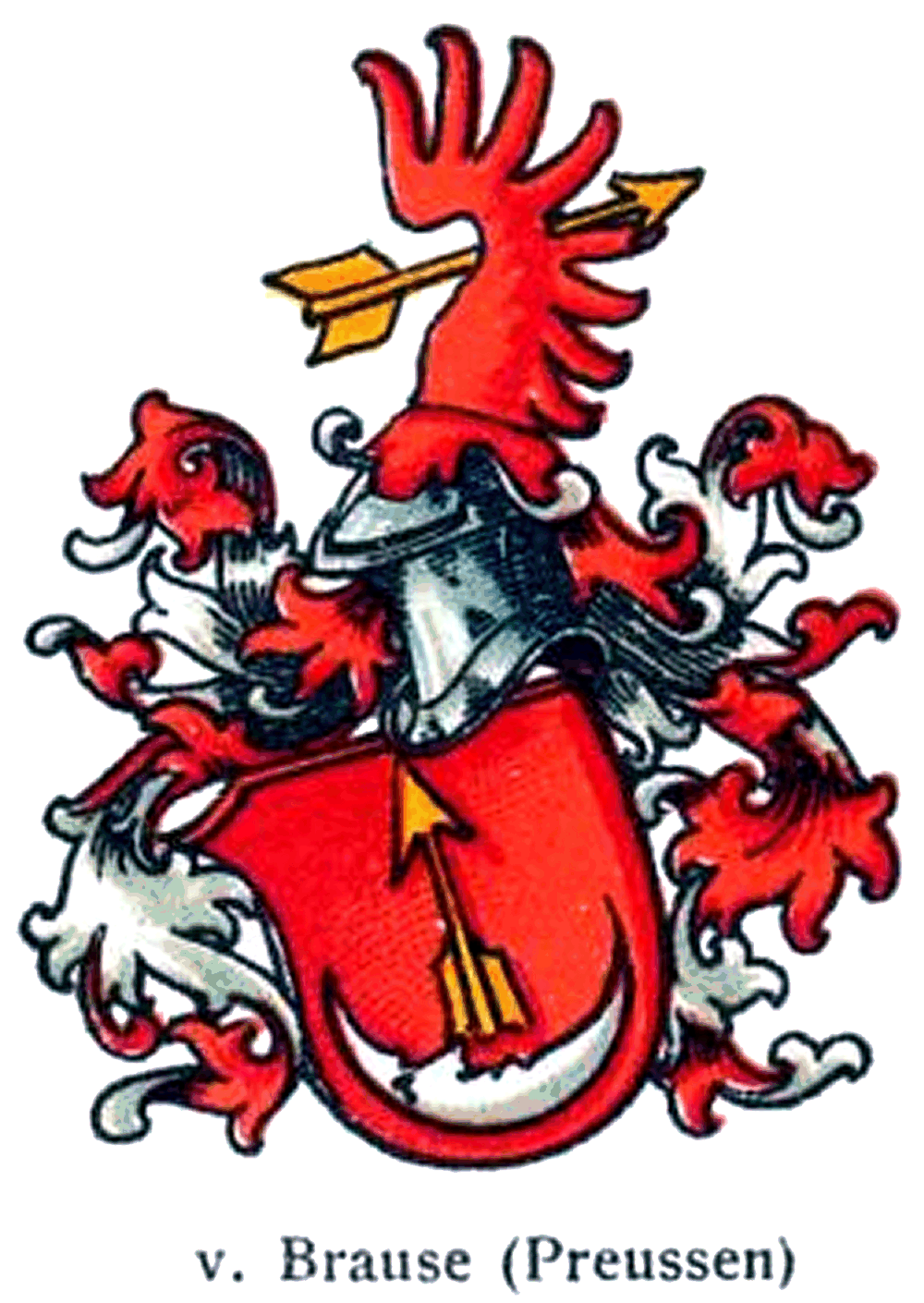
Wappen derer von Brause

Brause (auch Brudzewski, von Brause-Brudzewski, von Braussen) ist ein altes, ursprünglich pommersches Adelsgeschlecht, das früher den Namen Brudzewski führte und dessen Stammhaus Brausendorf (Brudzewo) im Kreis Meseritz liegt.

## Geschichte
Das Geschlecht erscheint erstmals urkundlich 1256 mit Jarand Brudzewski, Sohn des Ladislaus. Die Stammreihe beginnt mit Jarand Brudzewski, 1421–1428 Woiwode zu Inowrocław. Das weitverzweigte Geschlecht war im Posener Raum begütert, ab dem 17. Jahrhundert auch in Sachsen und Preußen ansässig.

Weitere Wappendarstellung

## Wappen
Das Wappen zeigt in Rot unten einen liegenden silbernen Halbmond zwischen dessen Hörnern ein gefiederter goldener Pfeil aufgerichtet steht. Auf dem Helm mit rot-silbernen Decken ein schräglinks von einem goldenen Pfeil durchschossener roter Flug.

## Bekannte Mitglieder
- Friedrich von Brause († 1704), polnisch-sächsischer Generalmajor und Festungskommandant von Königstein
- Hans Karl von Brause (1718–1800), kursächsischer Generalmajor, Stadtkommandant von Leipzig[1]
- Karl Wilhelm von Brause (1723–1801), preußischer Generalmajor
- Johann Carl Friedrich von Brause (1729–1792), Theologe, Superintendent von Bad Liebenwerda und Oschatz
- Johann Friedrich Gottlob von Brause (1763–1820), Theologe, Superintendent von Freiberg
- Friedrich August Wilhelm von Brause (1769–1836), preußischer General der Infanterie
- Johann Georg Emil von Brause (1774–1836), preußischer Generalmajor, Direktor der Allgemeinen Kriegsschule
- Hans Karl von Brause (1801–1871), preußischer Generalmajor
- Otto von Brause (1842–1918), preußischer Generalmajor
- Benno von Brause (1847–1927), deutscher Generalmajor
- Hans Adolf von Brause (1847–1928), Pädagoge
- vermutlich: Albert Blar, genannt Albert de Brudzewo